# Tweede Kamerverkiezingen in het kiesdistrict 's-Hertogenbosch (1848-1850)
Tweede Kamerverkiezingen in het kiesdistrict 's-Hertogenbosch (1848-1850) geeft een overzicht van verkiezingen voor de Nederlandse Tweede Kamer in het kiesdistrict 's-Hertogenbosch in de periode 1848-1850.
Het kiesdistrict 's-Hertogenbosch werd ingesteld na de grondwetsherziening van 1848. Tot het kiesdistrict behoorden de volgende gemeenten: Den Dungen, Dinther, Geffen, Heesch, Heeswijk, 's-Hertogenbosch, Lith, Lithoijen, Nistelrode, Nuland, Rosmalen, Schijndel, Sint-Michielsgestel en Vught.
Het kiesdistrict 's-Hertogenbosch vaardigde in dit tijdvak per zittingsperiode één lid af naar de Tweede Kamer.
Legenda
- cursief: in de eerste verkiezingsronde geëindigd op de eerste of tweede plaats, en geplaatst voor de tweede ronde;
- vet: gekozen als lid van de Tweede Kamer.

## 30 november 1848
De verkiezingen werden gehouden na ontbinding van de Tweede Kamer, na inwerkingtreding van de herziene grondwet.
|                  | 30 november | 4 december |
| ---------------- | ----------- | ---------- |
| Kiesgerechtigden | 1.039       | 1.039      |
| Opkomst          | 845         | 857        |
| Geldige stemmen  | 835         | 850        |
| Blanco stemmen   | 2           | 7          |
| Kandidaten       |             |            |
| J.L.A. Luyben    | 375         | 427        |
| N.F.C.J. Sassen  | 377         | 423        |
| F.J. Jespers     | 68          |            |

## Voortzetting
In 1850 werd het kiesdistrict 's-Hertogenbosch omgezet in een meervoudig kiesdistrict, waaraan gedeelten toegevoegd werden van de opgeheven kiesdistricten Grave (de gemeenten Berghem, Deursen en Dennenburg, Dieden Demen en Langel, Herpen, Huisseling en Neerloon, Megen Haren en Macharen, Oijen en Teeffelen, Oss, Ravenstein, Reek,  Schaijk, Velp en Zeeland) en Heusden (de gemeenten Alem, Baardwijk, Bokhoven, Drunen, Empel en Meerwijk, Engelen, Hedikhuizen, Herpt, Heusden, Nieuwkuijk, Oudheusden, Rijswijk, Vlijmen en Waalwijk).
Voorts vond een correctie plaats met het kiesdistrict Tilburg (de gemeenten Boxtel, Esch, Helvoirt en Liempde) en werd de gemeente Nistelrode ingedeeld bij het kiesdistrict Eindhoven.